# Sharon den Adel
Sharon Janny den Adel (Waddinxveen, Hollandia, 1974. július 12. –) holland énekesnő és dalszövegíró, leginkább a Within Temptation együttes énekesnőjeként ismerik, amelyet Robert Westerholttal alapított 1996-ban.

## Magánélete
Sharon Janny den Adel 1974. július 12-én született Waddinxveenben, fiatal korában sokat költöztek családjával, ez is az oka annak, hogy legalább tíz különböző országban élt már hosszabb-rövidebb ideig. Az együttes megalapítása előtt ruhatervezéssel foglalkozott, amikor viszont a Within Temptation karrierje beindult, otthagyta állását. Azonban saját és zenésztársai fellépőruháját a mai napig ő tervezi. 14 éves kora óta vesz részt fellépéseken, számos együttessel, például a Kashiro nevű blues-rock zenekarral, mígnem 1996-ban Robert Westerholttal megalapították a The Portal együttest, melynek nevét az első kiadványuk megjelenése előtt Within Temptationre változtatták.
Robert Westerholt az élettársa is egyben, jelenleg Hilversumban élnek Hollandiában és három gyermeket nevelnek. A The Silent Force turnéja közben esett teherbe első gyermekével, Eva Luna végül 2005. december 7-én született meg. 2009. február 22-én bejelentette, hogy második gyermekét várja, Robin Aiden Westerholt megszületését az együttes honlapján közölték 2009. június 1-jén. 2010. november 26-án harmadik gyermeke érkezését jelentette be, a korábbi terhességeinél fellépő nehézségek miatt inkább a 2011-es koncertkörútjuk átszervezéséről döntöttek. Logan Arwin 2011. március 31-én született meg. Sharon elmondása szerint nem járt énektanárhoz rendszeresen, csupán néhány légzésgyakorlatot lesett el. 

## Egyéb szereplések
Sharon Den Adel egyéb zenekarokban is vállalt stúdiómunkát néhány másik metál zenekarban, többek közt az Aemen, After Forever, De Heideroosjes, és Delainben. Részint énekelt Tobias Sammet Avantasia nevű zenekarában is. 2008-ban Armin van Buuren feat. Sharon den Adel - In and Out of Love címmel szokatlan formációban tűnt fel - a metal karrier mellett a trance producer dalában vendégszerepelt.

## Diszkográfia

### Within Temptation

#### Stúdiólemezek
- Enter (1997)
- The Dance (1998)
- Mother Earth (2001)
- The Silent Force (2004)
- The Heart of Everything (2007)
- Destroyed (2008)
- Unforgiving (2011)
- Hydra (2014)
- Resist (2019)

#### Kislemezek
- Restless (1996)
- Our Farewell (2001)
- Ice Queen (2001)
- Mother Earth (2003)
- Running Up That Hill (2003)
- Stand My Ground (2004)
- Memories (2005)
- Angels (2005)
- What Have You Done (2007)
- Frozen (2007)
- The Howling (2007)
- All I Need (2007)
- Forgiven (2008)
- Paradise (What About Us?) (ft. Tarja Turunen)

#### DVD
- Mother Earth Tour (2002)
- The Silent Force Tour (2005)
- Black Symphony (2008)

### Vendégszereplések
- Embrace (Voyage, 1996) "Frozen"
- Bash (Silicon Head, 1997) "Hear"
- Into the Electric Castle (Ayreon, 1998) "Isis & Osiris", "Amazing Flight", "The Decision Tree", "Tunnel of Light", "The Garden of Emotions", "Cosmic Fusion", "Another Time, Another Space"
- Schizo (De Heideroosjes, 1999) "Regular Day in Bosnia"
- Prison of Desire (After Forever, 2000) "Beyond Me"
- The Metal Opera (Avantasia, 2000) "Farewell"
- Inside (Orphanage, 2000) "Behold"
- Architecture of the Imagination (Paralysis, 2000) "Fly", "Architecture of the Imagination"
- Fast Forward (De Heideroosjes, 2001) "Last Call to Humanity"
- Fooly Dressed (Aemen, 2002) "Time", "Waltz"
- The Metal Opera Part II (Avantasia, 2002) "Into the Unknown"
- Hymn to Life (Timo Tolkki, 2002) "Are You the One?"
- Lucidity (Delain, 2006) "No Compliance"
- "Crucify" (De Laatste Show-band, Tori Amos cover live)
- Imagine (Armin van Buuren, 2008) "In and Out of Love"
- Leander Rising (feat Sharon den Adel & Chris Broderick) "Between Two Worlds and I"
- Flawed Design (Saint Asonia, 2019) "Sirens"

### Interjúk
- Live-Metal.net Archiválva 2012. február 16-i dátummal a Wayback Machine-ben
- About Heavy Metal Archiválva 2014. július 12-i dátummal a Wayback Machine-ben
- Sharon den Adel interjú